# Chiesa di Santa Croce (Sinalunga)
La chiesa di Santa Croce si trova a Sinalunga, in provincia di Siena e diocesi di Montepulciano-Chiusi-Pienza.

## Architettura
Ad un'unica navata con tetto a capanna, ha la facciata con l'intonaco movimentato da elementi ornamentali in laterizio: quattro lesene terminanti in un'ampia cornice modanata incorniciano il portale e due nicchie; le lesene centrali si estendono nel registro superiore, terminano in un timpano triangolare e racchiudono un'ampia finestra rettangolare. Sul tetto è collocato un campanile a vela, anch'esso in cotto.
L'interno è caratterizzato dalle pregevoli ornamentazioni in stucco.

## Opere
- Sei statue di santi.
- Gesù inchiodato alla Croce di Giovanni Antonio Cerretelli, dipinto seicentesco (sull'altare principale).
- Sposalizio della Vergine, della bottega di Luca Signorelli, tavola (altare laterale).